# レイチェル・マクアダムス
レイチェル・アン・マクアダムス（Rachel Anne McAdams, 1978年11月17日 - ）は、カナダ出身の女優。

## 生い立ち
1978年11月17日カナダオンタリオ州ロンドンで生まれ、セント・トーマスで育つ。父親のランスはトラックドライバー、母親のサンドラは看護婦。弟（ダニエル）と妹（ケイリーン）がいる。4歳からフィギュアスケートを学びはじめ、12歳から児童劇団に所属する。
13歳の時にサマーキャンプシアターに参加。トロントのヨーク大学で演劇を学んだ。

## キャリア
1998年にディズニー映画『 The Famous Jett Jackson 』でデビュー。その後カナダのテレビや映画に出演後、2002年公開の『ホット・チック』でハリウッド進出、注目を浴びる。
2004年にはリンジー・ローハンと共演した『ミーン・ガールズ』の学園の女王レジーナ役、また『きみに読む物語』のヒロイン役を演じてブレイクし、MTVムービー・アワードのブレイクスルー女優賞やベスト・キス賞（ライアン・ゴズリングと共に）を受賞した。
2005年にはウェス・クレイヴン監督のスリラー『パニック・フライト』、オーウェン・ウィルソン、ヴィンス・ヴォーン主演のコメディ『ウェディング・クラッシャーズ』、ダイアン・キートン、サラ・ジェシカ・パーカー主演のロマンス『幸せのポートレート』のヒット作に出演。翌年にはアカデミー科学技術賞の司会を務めた。
2009年、ロバート・ダウニー・Jr主演のアクションミステリー映画『シャーロック・ホームズ』と2011年の続編『シャーロック・ホームズ シャドウ ゲーム』では主人公のシャーロック・ホームズを翻弄する魔性の美女アイリーン・アドラーを演じた。全世界で二作は合計10億ドルを超える興行収入を記録している。
2010年、コメディ映画『恋とニュースのつくり方』で主演。
2011年5月、第64回カンヌ国際映画祭でオープニング上映されたウディ・アレン監督作品『ミッドナイト・イン・パリ』ではオーウェン・ウィルソン（ギル）の婚約者イネスを演じている。

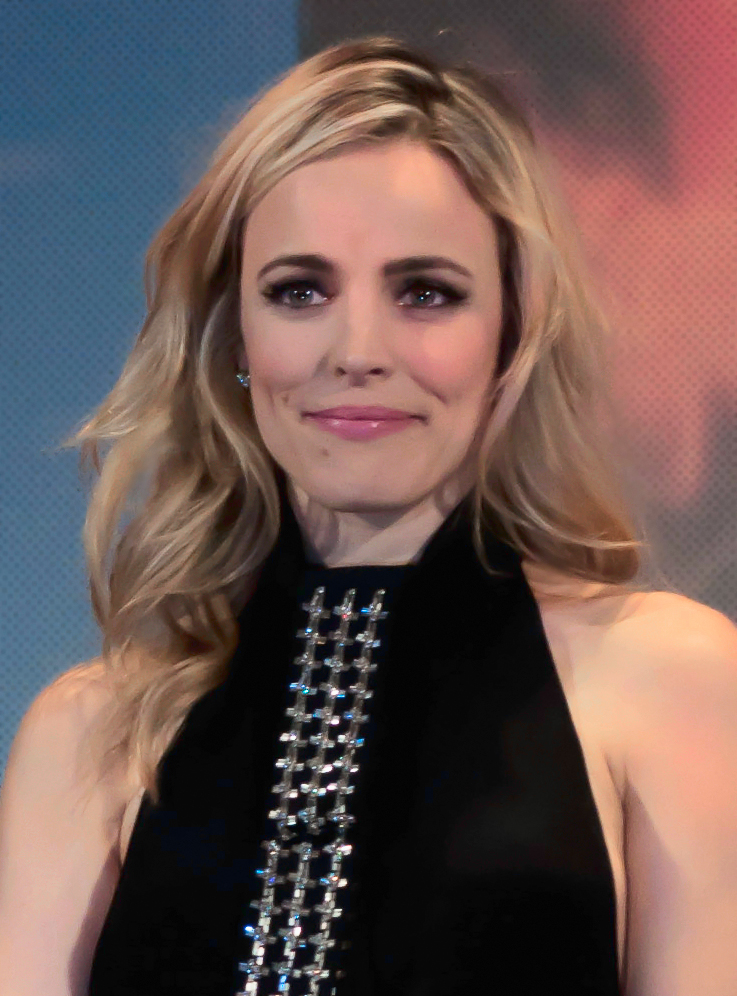
2012年、第37回トロント国際映画祭でのマクアダムス

2012年に、チャニング・テイタムとの主演映画『君への誓い』が高い評価を得た。
2013年、SF恋愛映画『アバウト・タイム〜愛おしい時間について〜』で主演メアリー役を演じた彼女を監督リチャード・カーティスは「彼女はどの作品でも素晴らしい演技を見せてくれるし、癒しの力を持っている」と評した。
2014年、スリラー映画『誰よりも狙われた男』で弁護士アナベル役で出演した。
2015年、アニメーション映画『リトルプリンス 星の王子さまと私』で声の出演をした。同年、米HBOドラマシリーズ『TRUE DETECTIVE』第2シーズンに出演した。また、『スポットライト 世紀のスクープ』（日本公開2では、サーシャ・ファイファーという女性記者を演じ、アカデミー賞にノミネートされた。
2017年、『ロニートとエスティ 彼女たちの選択』では、自身初となるレズビアンの女性を演じ、レイチェル・ワイズと濃厚なキスシーンを演じた。

## 私生活
映画『きみに読む物語』で共演したライアン・ゴズリングと交際していたが、2007年2月に破局。2009年から俳優のジョシュ・ルーカスと交際していたが、数か月間で破局。2010年からはマイケル・シーンと交際していたが、2012年に破局。。2018年4月に脚本家のジェイミー・リンデンとの間に息子が生まれており、家族とロサンゼルスで暮らしている。2020年に第二子となる娘を出産。
ベジタリアンであったが、2012年時点で辞めている。友人と「green is sexy」というエコロジー・ウェブサイトを運営していた（同サイトは2019年5月3日現在、閉鎖の模様）。

## フィルモグラフィ

### 映画
| 年   | 題名                                                                                            | 役名                                        | 備考                                              | 吹き替え   |
| ---- | ----------------------------------------------------------------------------------------------- | ------------------------------------------- | ------------------------------------------------- | ---------- |
| 2002 | ホット・チック The Hot Chick                                                                    | ジェシカ・スペンサー / クライヴ・マクストン | 日本では劇場未公開                                | 井上喜久子 |
| 2004 | ミーン・ガールズ Mean Girls                                                                     | レジーナ・ジョージ                          |                                                   | 柳沢真由美 |
| 2004 | きみに読む物語 The Notebook                                                                     | アリー・ハミルトン                          | 坂本真綾                                          |            |
| 2005 | ウエディング・クラッシャーズ Wedding Crashers                                                   | クレア・クレアリー                          | 日本では劇場未公開                                | 甲斐田裕子 |
| 2005 | パニック・フライト Red Eye                                                                      | リサ・ライザート                            | 日本では劇場未公開                                | 柳沢真由美 |
| 2005 | 幸せのポートレート The Family Stone                                                             | エイミー・ストーン                          |                                                   | 落合るみ   |
| 2008 | あぁ、結婚生活 Married Life                                                                     | ケイ・ガンサー                              | 伊藤美紀                                          |            |
| 2008 | それぞれの空に The Lucky Ones                                                                   | コリー・ダン                                | （吹き替え版なし）                                |            |
| 2009 | 消されたヘッドライン State of Play                                                              | デラ・フライ                                | 小林さやか                                        |            |
| 2009 | きみがぼくを見つけた日 The Time Traveler's Wife                                                 | クレア・アブシャー                          | 園崎未恵                                          |            |
| 2009 | シャーロック・ホームズ Sherlock Holmes                                                          | アイリーン・アドラー                        | 佐古真弓（劇場公開版） 沢城みゆき（テレビ朝日版） |            |
| 2010 | 恋とニュースのつくり方 Morning Glory                                                            | ベッキー・フラー                            | 佐古真弓                                          |            |
| 2011 | ミッドナイト・イン・パリ Midnight in Paris                                                      | イネス                                      | 落合るみ                                          |            |
| 2011 | シャーロック・ホームズ シャドウ ゲーム Sherlock Holmes: A Game of Shadows                       | アイリーン・アドラー                        | 佐古真弓                                          |            |
| 2012 | 君への誓い The Vow                                                                              | ペイジ・コリンズ                            | 小島幸子                                          |            |
| 2012 | パッション Passion                                                                              | クリスティーン・スタンフォード              | 御沓優子                                          |            |
| 2012 | トゥ・ザ・ワンダー To the Wonder                                                                | ジェーン                                    | （吹き替え版なし）                                |            |
| 2013 | アバウト・タイム〜愛おしい時間について〜 About Time                                             | メアリー                                    | 渋谷はるか                                        |            |
| 2014 | 誰よりも狙われた男 A Most Wanted Man                                                            | アナベル・リヒター                          | 佐古真弓                                          |            |
| 2015 | 誰のせいでもない Every Thing Will Be Fine                                                       | サラ                                        | （吹き替え版なし）                                |            |
| 2015 | リトルプリンス 星の王子さまと私 The Little Prince                                               | お母さん                                    | 声の出演                                          | 瀬戸朝香   |
| 2015 | アロハ Aloha                                                                                    | トレイシー                                  |                                                   | たなか久美 |
| 2015 | サウスポー Southpaw                                                                             | モーリーン・ホープ                          | 佐古真弓                                          |            |
| 2015 | スポットライト 世紀のスクープ Spotlight                                                         | サーシャ・ファイファー                      | アカデミー助演女優賞ノミネート                    | 森なな子   |
| 2016 | ドクター・ストレンジ Doctor Strange                                                             | クリスティーン・パーマー                    |                                                   | 松下奈緒   |
| 2017 | ロニートとエスティ 彼女たちの選択 Disobedience                                                  | エスティ・クパーマン                        | 佐古真弓                                          |            |
| 2018 | ゲーム・ナイト Game Night                                                                       | アニー                                      | （吹き替え版なし）                                |            |
| 2020 | ユーロビジョン歌合戦 〜ファイア・サーガ物語〜 Eurovision Song Contest: The Story of Fire Saga   | シグリット・エリックスドッティル            | Netflixオリジナル映画                             | 佐古真弓   |
| 2022 | ドクター・ストレンジ/マルチバース・オブ・マッドネス Doctor Strange in the Multiverse of Madness | クリスティーン・パーマー                    |                                                   | 松下奈緒   |
| 2023 | 神さま聞いてる? これが私の生きる道?! Are You There God? It's Me Margaret.                       | バーバラ・サイモン                          | 日本では劇場未公開                                | 坂本真綾   |

### テレビ
| 年   | 題名                                         | 役名                     | 備考                                                                                 | 吹き替え |
| ---- | -------------------------------------------- | ------------------------ | ------------------------------------------------------------------------------------ | -------- |
| 2001 | GO! GO! ジェット The Famous Jett Jackson     | ハンナ・グラント         | シーズン3第19話「Food for Thought」                                                  |          |
| 2002 | 34バレット Guilt by Association              | ダニエル・マッソン       | テレビ映画                                                                           |          |
| 2003 | スリングズ・アンド・アロウズ Slings & Arrows | ケイト・マクニール       | シーズン1、計7話出演                                                                 |          |
| 2015 | TRUE DETECTIVE/ロサンゼルス True Detective   | アニー・ベゼリデス       | メインキャスト 計8話出演                                                             | 佐古真弓 |
| 2018 | 世界の"今"をダイジェスト Explained           | ナレーター               | シーズン1第18話「男女間の賃金格差」                                                  |          |
| 2021 | ホワット・イフ...? What If...?               | クリスティーン・パーマー | 声の出演 シーズン1第4話「もしも…ドクター・ストレンジが手の代わりに恋人を失ったら？」 | 森なな子 |
| 2024 | サタデー・ナイト・ライブ Saturday Night Live | 本人                     | 「Jacob Elordi / Reneé Rapp」                                                        | N/A      |

## 受賞歴
| 年   | 賞                             | 部門 | 対象                                                                           | 結果       | 参照   |
| ---- | ------------------------------ | --- | ------------------------------------------------------------------------------ | ---------- | ------ |
| 2002 | ジニー賞                       | 助演女優                                                                                                | 『Perfect Pie』                                                                | ノミネート | [ 18 ] |
| 2004 | ジェミニ賞                     | 助演女優おすすめドラマチックシリーズの最優秀演技                                                        | 『スリングズ・アンド・アロウズ』                                               | 受賞       | [ 19 ] |
| 2004 | ティーン・チョイス・アワード   | ブレイクアウト映画スター - 女性                                                                         | 『ミーン・ガールズ』                                                           | ノミネート |        |
| 2004 | ティーン・チョイス・アワード   | 映画女優 - コメディ                                                                                     | 『ミーン・ガールズ』                                                           | ノミネート |        |
| 2004 | ティーン・チョイス・アワード   | 映画ブラッシュ                                                                                          | 『ミーン・ガールズ』                                                           | ノミネート |        |
| 2004 | ティーン・チョイス・アワード   | 映画かんしゃくファイト                                                                                  | 『ミーン・ガールズ』                                                           | ノミネート |        |
| 2004 | ティーン・チョイス・アワード   | 映画スリーズバグ                                                                                        | 『ミーン・ガールズ』                                                           | ノミネート |        |
| 2005 | MTVムービー・アワード          | 最優秀ブレイクスルー女性演技                                                                            | 『ミーン・ガールズ』                                                           | 受賞       | [ 20 ] |
| 2005 | MTVムービー・アワード          | 最優秀悪役                                                                                              | 『ミーン・ガールズ』                                                           | ノミネート | [ 20 ] |
| 2005 | MTVムービー・アワード          | 最優秀スクリーン・チーム （リンジー・ローハン、レイシー・シャベール、アマンダ・サイフリッドと共同受賞） | 『ミーン・ガールズ』                                                           | 受賞       | [ 21 ] |
| 2005 | MTVムービー・アワード          | 最優秀女性演技                                                                                          | 『きみに読む物語』                                                             | ノミネート | [ 20 ] |
| 2005 | MTVムービー・アワード          | ベスト・キス（ライアン・ゴズリングと共同受賞）                                                          | 『きみに読む物語』                                                             | 受賞       | [ 21 ] |
| 2005 | ショーウェスト・アワード       | 年間助演女優                                                                                            | 『ミーン・ガールズ』 『きみに読む物語』                                        | 受賞       | [ 22 ] |
| 2005 | ティーン・チョイス・アワード   | 映画女優 - ドラマ                                                                                       | 『きみに読む物語』                                                             | 受賞       | [ 23 ] |
| 2005 | ティーン・チョイス・アワード   | 映画ケミストリー（ライアン・ゴズリングと共同受賞）                                                      | 『きみに読む物語』                                                             | 受賞       | [ 23 ] |
| 2005 | ティーン・チョイス・アワード   | 映画リップロック（ライアン・ゴズリングと共同受賞）                                                      | 『きみに読む物語』                                                             | 受賞       | [ 23 ] |
| 2005 | ティーン・チョイス・アワード   | 映画ラブシーン（ライアン・ゴズリングと共同受賞）                                                        | 『きみに読む物語』                                                             | 受賞       | [ 23 ] |
| 2005 | ハリウッド・フィルム・アワード | ブレイクスルー女優                                                                                      | 『ウエディング・クラッシャーズ』 『幸せのポートレート』 『パニック・フライト』 | 受賞       | [ 24 ] |
| 2006 | ジェミニ賞                     | ゲスト女優出演ドラマチックシリーズ最優秀演技                                                            | 『スリングズ・アンド・アロウズ』                                               | ノミネート |        |
| 2006 | 英国アカデミー賞               | ライジング・スター賞                                                                                    | N/A                                                                            | ノミネート | [ 25 ] |
| 2006 | MTVムービーアワード            | 最優秀演技                                                                                              | 『パニック・フライト』                                                         | ノミネート | [ 26 ] |
| 2006 | サターン賞                     | 最優秀女優                                                                                              | 『パニック・フライト』                                                         | ノミネート | [ 27 ] |
| 2006 | ティーン・チョイス・アワード   | 映画スクリーム                                                                                          | 『パニック・フライト』                                                         | ノミネート |        |
| 2006 | ティーン・チョイス・アワード   | 映画女優 - コメディ                                                                                     | 『ウエディング・クラッシャーズ』 『幸せのポートレート』                        | 受賞       | [ 28 ] |
| 2006 | サテライト賞                   | 最優秀助演女優 コメディまたはミュージカル                                                               | 『幸せのポートレート』                                                         | ノミネート | [ 29 ] |
| 2009 | ショーウェスト・アワード       | 年間女性スター                                                                                          | N/A                                                                            | 受賞       | [ 30 ] |
| 2009 | サターン賞                     | 最優秀助演女優                                                                                          | 『シャーロック・ホームズ』                                                     | ノミネート | [ 31 ] |
| 2010 | ティーン・チョイス・アワード   | 映画女優 - アクション・アドベンチャー                                                                   | 『シャーロック・ホームズ』                                                     | 受賞       | [ 32 ] |
| 2011 | サテライト賞                   | 最優秀助演女優                                                                                          | 『ミッドナイト・イン・パリ』                                                   | ノミネート | [ 33 ] |
| 2011 | 全米映画俳優組合賞             | キャスト賞                                                                                              | 『ミッドナイト・イン・パリ』                                                   | ノミネート | [ 34 ] |
| 2012 | MTVムービーアワード            | ベスト・キス（チャニング・テイタムと共同ノミネート）                                                    | 『君への誓い』                                                                 | ノミネート | [ 35 ] |
| 2012 | ティーン・チョイス・アワード   | ドラマ映画 - 女優                                                                                       | 『君への誓い』                                                                 | ノミネート | [ 36 ] |
| 2013 | ピープルズ・チョイス・アワード | 好きなドラマ映画女優                                                                                    | 『君への誓い』                                                                 | ノミネート | [ 37 ] |
| 2013 | ピープルズ・チョイス・アワード | 好きなスクリーン上でのケミストリー（チャニング・テイタムと共同ノミネート）                              | 『君への誓い』                                                                 | ノミネート | [ 37 ] |
| 2016 | アカデミー賞                   | 助演女優賞                                                                                              | 『スポットライト 世紀のスクープ』                                              | ノミネート | [ 38 ] |